# Mao Dante
Mao Dante (魔王ダンテ,?, Maō Dante) è un manga del 1971 di Gō Nagai, creatore di altre opere quali Mazinga, Ufo Robot Goldrake, Jeeg robot d'acciaio e Devilman. Mao Dante è comunemente considerato il precursore di quest'ultimo. Il manga è incompleto.
In un'intervista concessa nell'aprile 2007, durante una visita in Italia, l'autore ha affermato che trasse l'ispirazione per creare Mao Dante da un'edizione della Divina Commedia illustrata da Gustave Doré.
Il manga è stato pubblicato in Italia prima da Granata Press e poi da Dynamic Italia in due grossi tankobon esauriti; successivamente la d/visual ha ristampato il manga nel 2008 in 3 volumi, pubblicando inoltre nel 2009 il suo sequel Mao Dante - Nuova serie in 4 volumi. Nel 2018 la J-Pop ha pubblicato l'opera in 3 volumi.
Nel 2002 dal manga è stato tratto un anime televisivo di 13 episodi, pubblicato in Italia dalla Dynit.

## Personaggi
- Ryo Utsugi/Dante: protagonista della serie, figlio del medico Kosuke Utsugi. All'inizio della serie è un adolescente, tormentato da incubi ricorrenti, che lo porteranno a fondersi con il campione dei Demoni, il Supremo Dante. In seguito si scoprirà che Ryo, altri non era che la reincarnazione dell'anima di Dante, il quale aveva affidato il suo corpo a Giuda.
- Saori Utsugi: è la sorella di Ryo nella sua vita attuale. Ha un ruolo molto più importante nell'anime rispetto al manga, difatti in quest'ultimo viene trasformata da Dio nel Guerriero Divino, per poter finalmente battere Dante.
- Kosuke Utsugi: padre adottivo di Ryo e "Sommo Reverendo" della Confraternita di Dio. In quanto "figlio prediletto" riesce a comunicare con Dio e in più occasioni ha dei veri e propri dialoghi con Lui.
- Sosuke shiba: è un umano, senpai di Ryo. Nutre un profondo odio per i demoni e fa parte della Confraternita di Dio, ma una volta scoperti i piani malvagi ed autolesivi della Confraternita se ne allontana.
- Saeko Kodai/Medusa: prima dell'arrivo di Dio sulla Terra era la compagna di Dante. Nell'epoca in cui si svolgono i fatti è un demone che assunte le fattezze di una donna che posa come fotomodella.
- Re Satana: antico re di Sodoma, dove regnava con giustizia e saggezza (è infatti anche detto il Saggio Satana). Dopo l'arrivo di Dio si muta anch'egli in demone. Dopo la sconfitta subita durante la prima grande guerra tra Dio ed i demoni, decide di esiliarsi nel subspazio, da dove sarà risvegliato solo grazie all'intervento di Medusa.
- Zenon: è il demone Re delle bestie, compagno di battaglie e migliore amico di Dante al tempo della prima guerra dei demoni contro Dio. Dopo aver tradito il suo compagno inizia a spiare i satanisti per conto della Confraternita di Dio.
- Dio: è un'entità malvagia formata da puro spirito che proviene dallo spazio.
- Quattro Grandi Distruttori: sono i primi veri nemici che Ryo/Dante dovrà affrontare dopo il suo risveglio. Anche loro feroci demoni sono però al servizio di Dio. Nel doppiaggio italiano soltanto uno di loro viene menzionato col suo nome: si tratta di Lamia, l'unico demone femminile fra i quattro. Gli altri tre nomi sono: Sakushi (in genere è sempre lui al fianco di Lamia), Shi (dotato di otto braccia e di un colorito blu-rosso) e Kujinba (il più grosso). Per nome e per il fatto di essere visti sempre a cavallo ricordano i quattro cavalieri dell'apocalisse tuttavia nell'aspetto sono simili alle divinità rappresentate nell'Induismo. Nonostante la loro forza verranno facilmente uccisi da Dante.
- Confraternita di Dio: è un'accolita di credenti in Dio, pronti a qualunque sacrificio (anche umano) pur di perseguire i piani del proprio Signore.
- Satanisti: sono i discendenti degli antichi abitanti di Gomorra, città gemella di Sodoma e per questo alleati dei demoni.
- Demoni: creature mostruose dal DNA in parte umano ed in parte animale, i demoni in realtà altro non sono che gli antichi abitanti della città di Sodoma, distrutta da Dio dopo che essi si rifiutarono di concedergli i loro corpi, mutati in seguito all'assorbimento dell'energia della creatura spaziale. I poteri dei Demoni sono vari e derivano dall'energia che essi hanno assorbito da Dio ai tempi della preistoria. Ogni demone possiede uno o più poteri speciali, tuttavia ne hanno uno in comune: la capacità di riprendere forma umana, per mimetizzarsi tra i loro nemici. Nell'anime si scoprirà in seguito che non fu per caso che i demoni hanno assorbito tali poteri ma fu Dio stesso ad assegnarglieli per avere dei validi avversari con cui combattere.

## Manga
Il manga del 1971, considerato predecessore di Devilman, crea di fatto una mitologia esternando quello che sarà considerato una sorta di introduzione alle figure dei demoni secondo la concezione di Go Nagai. Tuttavia esso resta incompleto, pur creando le tematiche essenziali della serie successiva.

## Anime
L'anime, composto da 13 episodi, è interamente raccolta in 4 DVD editi da Dynamic Italia.
Prodotto nel 2002, l'anime si discosta dal manga in vari punti, soprattutto per quanto riguarda il rapporto tra Ryo e sua sorella Saori, che qui (a differenza del manga) è un personaggio principale e non secondario. Inoltre l'anime ha un finale, mentre il manga s'interrompe con Dante che raduna l'esercito di demoni, pronto alla battaglia finale contro Dio.

### Trama
Un gruppo di occultisti agisce nell'ombra nella speranza di far rivivere un potentissimo demone noto come Dante. Allo stesso tempo per le strade della città si aggira un serial killer che uccide le proprie vittime con violenza ferina, strappando loro il cuore dal petto. Ma tutto questo sembra non interessare Ryo Utsugi, un giovane universitario, che tormentato da strani incubi notturni non riesce ormai a dormire bene da svariate notti.
Solo una moto, regalatagli dai genitori, sembra riportarlo alla serenità, una serenità che durerà comunque ben poco. Ryo, infatti, inizia a sentire nella sua mente le voci strazianti delle vittime che invocano aiuto, e comincia a vedere delle strane ombre che si celano nella notte, ombre che lo osservano e che seguono anche sua sorella Saori. Poco dopo, infatti, Saori viene rapita dal gruppo di satanisti, i quali hanno deciso di usarla come vittima sacrificale nella cerimonia per il risveglio di Dante. La cerimonia è però interrotta dall'intervento della Confraternita di Dio, un gruppo di uomini devoti a Dio guidati da Kosuke Utsugi, padre di Ryo e Saori. Grazie al loro intervento Ryo, giunto al luogo della cerimonia guidato da alcune premonizioni, riesce a mettere in salvo la sorella.
Il nuovo obiettivo dei satanisti, guidati dal dottor Bel, diventa ora lo stesso Ryo. Essi infatti, resisi conto dei poteri del ragazzo, decidono di attirarlo sulla cima di una montagna dove un portale dimensionale lo trasporta fino alle vette dell'Himalaya. In questo luogo, tanto paventato da Ryo nei suoi incubi, egli rinviene il grande demone Dante, rinchiuso in una spessa coltre di ghiaccio. Utilizzando dei poteri telecinetici, Dante convince Ryo a liberarlo dalla sua prigione di ghiaccio e, una volta libero, divora il ragazzo.
Il Campione dei Demoni, si presenta come un gigantesco mostro, con gambe simili a quelle di un uccello, enormi ali da pipistrello, e un piccolo volto umano che sporge dalla fronte in mezzo agli occhi iniettati di sangue.
I satanisti, con una nuova messa nera, richiamano in Giappone Dante, per dare l'avvio alla guerra contro Dio, ma una volta giunto scoprono che la mente e la volontà del potentissimo demone sono state conquistate da Ryo Utsugi. Accecato dalla rabbia per il suo nuovo Stato, Ryo/Dante si scatena attraverso il Giappone portando morte e distruzione lungo il suo cammino verso casa (Ryo non è ancora del tutto conscio del fatto che non è più un essere umano).
Inizia qui l'ultimo atto della guerra tra i demoni e Dio. Da un lato il dottor Bel e la sua confraternita di demoni cercano di convincere Ryo/Dante a schierarsi dalla loro parte, dall'altro invece Dio agisce per vie misteriose: attraverso Kosuke Utzugi prima, e con l'ausilio dei Quattro Grandi Distruttori (terribili demoni anch'essi) poi.
Ryo però passerà definitivamente dalla parte dei Demoni solo quando, grazie a Medusa, ritroverà la memoria di Dante: tornando indietro nel tempo con i ricordi, infatti, il ragazzo scopre che Dio altri non è che una malvagia entità giunta dallo spazio per usurpare il Mondo agli uomini, mentre i demoni sono i legittimi abitanti del pianeta. È la guerra!
Preoccupato dalla potenza di Dante, Dio decide a questo punto di fare di Saori il proprio strumento di morte, trasformandola nel Guerriero Divino. I due fratelli combatteranno quindi senza sapere di essere schierati l'uno contro l'altra, ma quando Ryo e Saori scoprono entrambi la vera identità del proprio avversario la lotta ha termine e, nel giungere le mani in segno di amore, i due diventano Adamo ed Eva, dando origine ad un nuovo mondo.

### Episodi

Logo dell'anime

Copertina del primo DVD dell'edizione italiana Dynamic Italia

| Nº | Titolo italiano Giapponese 「Kanji」 - Rōmaji | In onda           | In onda          |
| Nº | Titolo italiano Giapponese 「Kanji」 - Rōmaji | Giapponese        | Italiano         |
| 1  | Incubo 「悪夢」 - Akumu                       | 31 agosto 2002    | 29 dicembre 2009 |
| 2  | Rito 「儀式」 - Gishiki                       | 7 settembre 2002  |                  |
| 3  | Rinascita 「復活」 - Fukkatsu                 | 14 settembre 2002 |                  |
| 4  | Follia 「狂乱」 - Kyouran                     | 21 settembre 2002 |                  |
| 5  | Fato 「宿命」 - Shukumei                      | 28 settembre 2002 |                  |
| 6  | Presagio 「予兆」 - Yochou                    | 5 ottobre 2002    |                  |
| 7  | Incontro 「邂逅」 - Kaikou                    | 12 ottobre 2002   |                  |
| 8  | Sfiducia 「不信」 - Fushin                    | 19 ottobre 2002   |                  |
| 9  | Dedalo 「魔宮」 - Makyuu                      | 26 ottobre 2002   |                  |
| 10 | Invasione 「神略」 - Kami ryaku               | 2 novembre 2002   |                  |
| 11 | Saori 「沙織」 - Saori                        | 9 novembre 2002   |                  |
| 12 | Senza uscita 「窮地」 - Kyuuchi               | 16 novembre 2002  |                  |
| 13 | Armageddon 「終焉」 - Shuuen                  | 23 novembre 2002  |                  |

### Sigle
- Apertura: Release Your Mind, cantata da Tomokazu Seki
- Chiusura: Heal, cantata da Asuka Kuroki